# 馬場勇気
馬場 勇気（ばば ゆうき、1987年5月3日 - ）は、日本の男性総合格闘家。東京都江東区出身。ロデオスタイル所属。

## 来歴
幼い頃より柔道で活躍。学生時代まで柔道を続け総合格闘技に転向した。
2006年11月23日、アマチュア修斗デビュー戦をKO勝利で収めた。
2007年3月21日、第13回全日本コンバットレスリング選手権大会で67㎏級で優勝し特別選考試合で五味隆典と試合をするも敗戦。同年8月12日、第1回四国アマチュア修斗選手権大会ライト級で優勝を飾り全日本選手権の切符を手にする。9月23日、第14回全日本アマチュア修斗選手権大会ライト級で準優勝しプロ昇格を果たした。
2008年2月23日、新人王決定トーナメントのフェザー級（-60kg）1回戦でダウンを奪いプロデビュー戦を白星で飾った。同年6月26日、新人王決定トーナメント2回戦、腕ひしぎ十字固めで一本負け。プロ初の黒星になった。
2011年12月10日、DEEPフューチャーキングトーナメント2011、フェザー級で優勝を収めた。
2012年3月11日、パンクラス初参戦で中村健太をわずか17秒でKO勝利を収めた。6月2日、パンクラスで斉藤正臣と対戦し32秒のKO勝利でパンクラス二連続KO勝利を収めた。8月5日、パンクラス三戦目、島崎巧と対戦し判定勝利を収める。12月1日、両者無敗対決となったランキング7位花レメ紋次郎TKと対戦し判定3-0で勝利を収めた。
2013年5月19日、ランカー初戦で清水俊一と対戦し腕ひしぎ十字固めで一本負けを喫しパンクラス初の黒星となった。9月29日、パンクラスワールドスラムトーナメントにバンタム級日本選抜として出場しマルシオ・セザールと対戦したが前試合同様腕ひしぎ十字固めによる一本負けとなった。
2014年3月30日、階級をフェザー級に上げた初戦でランキング1位のガイ・デルモと対戦し、1R30秒でのTKO勝ちという大金星を挙げる。試合後に場内マイクにて現フェザー級キング・オブ・パンクラシストのタクミに対戦要求をした。

## 戦績

### プロ総合格闘技
| 総合格闘技 戦績 | 総合格闘技 戦績 | 総合格闘技 戦績 | 総合格闘技 戦績 | 総合格闘技 戦績 | 総合格闘技 戦績 | 総合格闘技 戦績 |
| --------------- | --------------- | --------------- | --------------- | --------------- | --------------- | --------------- |
| 15 試合         | (T)KO           | 一本            | 判定            | その他          | 引き分け        | 無効試合        |
| 11 勝           | 3               | 1               | 7               | 0               | 0               | 0               |
| 4 敗            | 0               | 3               | 1               | 0               | 0               | 0               |

| 勝敗 | 対戦相手           | 試合結果                       | 大会名 | 開催年月日 |
| ○    | ガイ・デルモ       | 1R0:30 TKO(レフェリーストップ) |        |            |
| ×    | マルシオ・セザール | 1R1:23 腕ひしぎ十字固め        |        |            |
| ×    | 清水俊一           | 3R1:20 腕ひしぎ十字固め        |        |            |
| ○    | 花レメ紋次郎TK     | 5分2R終了 判定3-0              |        |            |
| ○    | 島崎巧             | 5分2R終了 判定3-0              |        |            |
| ○    | 斉藤正臣           | 1R0:32 TKO(レフェリーストップ) |        |            |
| ○    | 中村健太           | 1R0:17 TKO(レフェリーストップ) |        |            |
| ○    | 石司晃一           | 5分2R終了 判定3-0              |        |            |
| ○    | 山中健也           | 5分1R終了 判定3-0              |        |            |
| ×    | 北郷祐介           | 5分1R終了 判定0-3              |        |            |
| ○    | 佐久間健太         | 5分1R終了 判定3-0              |        |            |
| ○    | 清田秀樹           | 5分1R終了 判定3-0              |        |            |
| ×    | エダ"塾長"こうすけ | 2R2:31 腕ひしぎ十字固め        |        |            |
| ○    | ナカシ             | 5分2R終了 判定3-0              |        |            |
| ○    | 清水俊裕           | 2R4:24 腕ひしぎ十字固め        |        |            |

### アマチュア総合格闘技
- 9戦8勝1敗

1. ×、鍋久保雄太、3分2R終了 P:47-46
2. ○、大野賢良、4分1R終了 判定2-1
3. ○、早坂俊明、4分1R終了 P:20-19
4. ○、丸井憲一郎、4分1R終了 P:20-19
5. ○、太田健二、3分2R 不戦
6. ○、岩本康義、4分1R終了 P:22-14
7. ○、内山郡厳、4分1R終了 P:20-17
8. ○、大道翔貴、4分1R終了 判定3-0
9. ○、須磨崎真、2R 1:06 TKO（レフェリーストップ）

## 獲得タイトル
- 第13回全日本コンバットレスリング選手権 67㎏級 優勝（2007年）
- 第1回四国アマチュア修斗選手権 ライト級 優勝（2007年）
- 第7回全日本修斗グラップリング選手権 ライト級 優勝（2010年）
- DEEPフューチャーキングトーナメント2011 フェザー級 優勝（2011年）